# Monze
 Monze  es una población y comuna francesa, en la región de Occitania, departamento de Aude, en el distrito de Carcasona y cantón de Capendu.

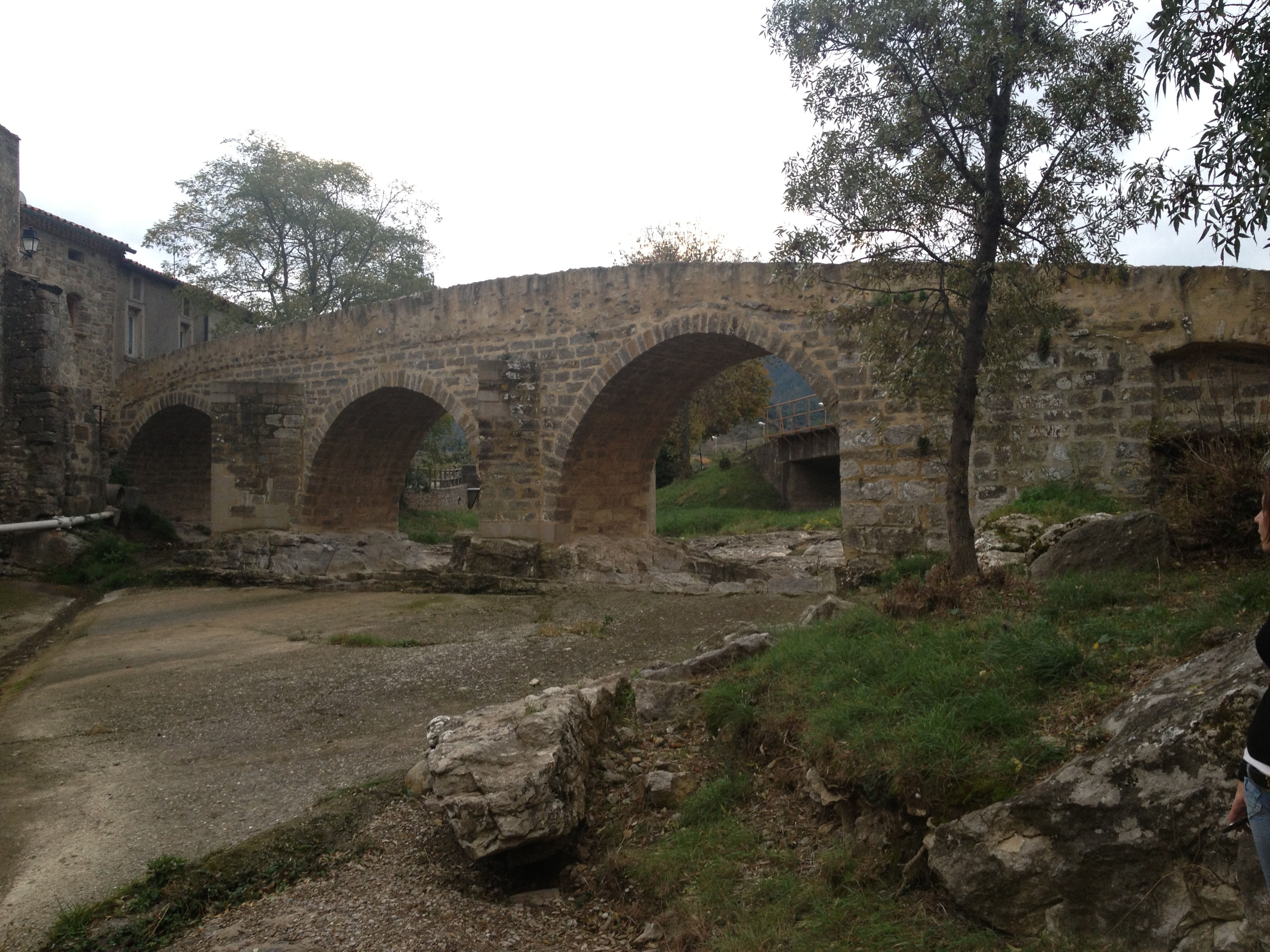

## Demografía
| 191 | 162 | 153 | 144 | 166 | 193 |
| Para los censos de 1962 a 1999 la población legal corresponde a la población sin duplicidades (Fuente: INSEE [Consultar]) |     |     |     |     |     |